# Секунда
 За единицата за измерване на ъгъл вижте градус (ъгъл).  
Секунда (означава се със символа s) е единица за време, една от седемте основни единици в SI (Международната система единици).
Терминът е заимстван през XVIII век от латински, където secunda е съкратено от израза pars minuta secunda – „част малка втора“ (от часа), за разлика от pars minuta prima – „част малка първа“ (от часа). Подобно, секунда идва от словосъчетанието secunda divisio, означаващо второ деление на часа (в шестдесетична бройна система).
Старите дефиниции на секунда са базирани на видимата позиция на Слънцето на небето при въртенето на Земята. Тогава слънчевият ден се разделя на 24 часа, всеки от които се дели на 60 минути, а всяка минута – на 60 секунди, т.е. секундата е една 86 400-тна част от средния слънчев ден. Тази дефиниция се запазва до 1956 година.
Астрономически наблюдения през XIX и XX век обаче откриват, че има забавяне в това средно време, поради което движението на Слънцето и Земята се оказва ненадежден метод за определяне на времето. С откриването на атомните часовници се отваря нова възможност за точното определяне на една секунда време.
От 1967 година насам секундата се дефинира като времетраенето на 9 192 631 770 периода на излъчването, съответстващо на прехода между двете свръхфини нива на основното състояние на атома на цезий-133 при температура от нула келвина.
Измененията на определенията на основните единици от SI (2018 – 2019 г.) не засягат секундата от съдържателна гледна точка, обаче от стилистични съображения е прието формално ново определение:
| „ | Единицата за време „секунда“ се определя, като фиксираната числена стойност на честотата на трептене на цезия {\displaystyle \Delta \nu _{\text{Cs}}}, честотата на свръхфиния преход от непертурбираното основно състояние на атома на цезий-133, се приема за 9 192 631 770, изразена в единицата Hz, равна на s−1, и се означава с „s“. | “ |

Заб. Текстът на български е взет от Наредбата за единиците за измерване, разрешени за използване в Република България.
Секундата е основна единица и в други системи от единици като CGS, MKS, имперските единици и други.

## История

### Преди механичните часовници
Египтяните (най-малко от 2000 пр.н.е.) подразделят деня и нощта на дванадесет часа съответно, от което следват сезонните промени на техните часове. В периода на елинизма астрономите Хипарх (150 г. пр.н.е.) и Птолемей (150 г.) подразделят деня шестдесетично и също използват среден час – 1/24, и прости части от един час – 1/4, 2/3 и т.н.), както и времеви градуси – 1/360 дни или четири модерни минути, но не и модерните минути или секунди.
Денят е разделен шестдесетично, на 1/60 от всяка следваща единица, най-малко шест места след шестдесетичната точка (точност от по-малко от 2 микросекунди) във Вавилония около 300 г. пр.н.е., но те не подразделят шестдесетично по-малките единици от време. Например шест относителни шестдесетични места след запетаята на един ден са използвани в описанието си на продължителността на годината, въпреки че те не са могли да измерят такава малка част от деня в реално време. Като друг пример те уточняват, че средният синодичен месец е 29;31,50,8,20 дни (четири относителни шестдесетични позиции), който се повтаря от Хипарх и Птолемей, и е средният синодичен месец на еврейския календар, въпреки че е преизчислен като 29 дни 12 часа и 793 хелека (където 1 час = 1080 хелека). Вавилонците не използват час, но използват двоен час, равен на 120 минути, времеви градус, равен на 4 минути и барликорн – 3 и 1/3 секунди. През 1000 г. персийският учен ал-Бируни дава времената на новите луни за конкретни седмици във вид на брой дни, часове, минути, секунди, трети, четвърти, изминали след обяд в неделя. През 1267 година средновековният учен Роджър Бейкън дава времената на пълнолунията като брой дни, часове, минути, секунди, трети, четвърти, изминали след обяд на специфични дни от календара (horae, minuta, secunda, tertia, and quarta). Въпреки че третините и четвъртините остават в някои езици, например полски език (tercja) и турски език (salise), модерната секунда е разделена по десетичната система.

### Механични часовници и секунди
Най-ранните часовници, които показват секунди, се появяват през втората половина на XVI век. Най-ранният задвижван механично (от пружина) часовник снабден със секундна стрелка, е часовник, изобразяващ Орфей, в колекцията Fremersdorf, датиран между 1560 и 1570 година. По време на третата четвърт на XVI век Тачи ал-Дин построява часовник, който маркира всеки пет секунди. През 1579 г. Йост Бирги построява часовник за Вилхелм фон Хесен, който отбелязва секунди. През 1581 г. Тихо Брахе така преправя часовниците в неговата обсерватория, които са показвали минутите, така че да показват и секундите. През 1587 г. той се оплаква, че четирите му часовници се различават с плюс или минус четири секунди.
Секундата най-напред става точно измерима с развитието на часовника с махало, който показва средното време (за разлика от видимо време), и по-специално през 1670 г., когато Уилям Климент добавя секундно махало към първоначалното махало на часовника на Кристиан Хюйгенс. Секундните махала имат период от две секунди, една секунда за залюляване напред и една секунда за залюляване назад, което дава възможност за отбелязване на секундите. Тези часовници до 1930-те остават най-акуратният инструмент за отчитане на времето. Единственото им неудобство е, че са масивни и трябва да остават неподвижни.

### Съвременно измерване на секундата
С развитието на микровълновата спектроскопия в края на 1940-те години става ясно, че разликата в енергиите между близко разположените атомни или молекулни нива на атомите може да се измери с извънредно голяма точност. Става очевидно, че като основа на еталон за честота може да бъде избран подходящ атомен или молекулен преход. През 1967 г. XIII Генералната конференция по мерки и теглилки определя секундата като продължителността на 9 192 631 770 периода на лъчението, съответстващо на прехода между двете свръхфини нива на основното състояние на атома на цезий-133. Съществуват и други еталони за честота, например водороден мазер, рубидиев часовник, кварцов часовник и други.
Съществува и нова технология – оптичният атомен часовник, който според мнението на много учени е напът да измести настоящите суперпрецизни уреди за измерване на времето и да стане 100 пъти по-точен от обикновените. При настоящите атомни часовници ядрата на цезия се бомбардират с микровълни, чиято честота е синхронизирана с тази на ядрата. Оптичните часовници ще облъчват с лазерен лъч. При тези условия промените в състоянията на атомите ще се осъществяват 100 хиляди пъти по-бързо, което ще осигури много по-голяма прецизност и точност и най-вероятно ще наложи нова дефиниция за секундата.

## Интересни факти
- Светлината изминава 299 792 458 метра във вакуум за една секунда.
- За една секунда на ретината на окото попадат 550 трилиона периода на светлинната вълна в зеления цвят.
- При въртенето си около Слънцето, Земята изминава по орбитата си 29 785,9 метра за една секунда.
- За една секунда кристалът на кварца, на основата на който работят кварцовите часовници, извършва 32 768 трептения.
- Една секунда е приблизително равна на 1/31 556 925,9747 части от времето на завъртане на Земята около Слънцето през 1900 година.

## Кратни единици
| Стойност                                                                   | Символ                        | Име |  | Стойност                                                         | Символ                         | Име |
| -------------------------------------------------------------------------- | ----------------------------- | --- |  | ---------------------------------------------------------------- | ------------------------------ | --- |
| 10−1 s 10−2 s 10−3 s 10−6 s 10−9 s 10−12 s 10−15 s 10−18 s 10−21 s 10−24 s | ds cs ms µs ns ps fs as zs ys | децисекунда сантисекунда милисекунда микросекунда наносекунда пикосекунда фемтосекунда атосекунда септосекунда йоктосекунда |  | 101 s 102 s 103 s 106 s 109 s 1012 s 1015 s 1018 s 1021 s 1024 s | das hs ks Ms Gs Ts Ps Es Zs Ys | декасекунда хектосекунда килосекунда мегасекунда гигасекунда терасекунда петасекунда ексасекунда сетасекунда йотасекунда |